# Phosh
Phosh (de l'anglais : Phone shell) est une environnement graphique pour téléphone mobile basé sur la bibliothèque et boîte à outil GTK3, puis 4, et l'environnement GNOME. Il est développé à l'origine par Purism (en), pour PureOS, un environnement GNU/Linux mobile, utilisé sur le smartphone Librem 5.
Différentes autres distributions Linux le proposent, dont Mobian, PostmarketOS ou Manjaro adapté aux plateformes mobiles.